# 范家园镇
范家园镇，中华人民共和国湖南省岳阳市汨罗市已撤销的一个镇，位于汨罗市东北部。京广铁路经过镇区。

## 建制沿革
- 1956年，设范家园乡。
- 1957年，析出县属茶叶示范场。
- 1958年，属屈原公社（后改范家园公社）。
- 1984年，改置范家园乡。
- 2000年，改置范家园镇。
- 2015年，与屈子祠镇成建制合并设立屈子祠镇。

## 行政区划
范家园镇下辖1个居委会和13个行政村：
- 牛形山社区居委会
- 程林村、伏家村、范家村、青龙村、金山村、吕仙村、花桥村、划船村、月形村、农科村、双墩村、永青村、道冲村